# Mission Bay (San Francisco)
Pour les articles homonymes, voir Mission Bay.
Mission Bay est un quartier de la ville de San Francisco, situé à l'est de la ville en bordure de la baie de San Francisco.

## Historique
Ancienne friche industrielle (une gare de fret et 125 hectares d'entrepôts), le quartier a été  réhabilité en 1998 et a fait l'objet d'un vaste projet d'urbanisation, avec des immeubles d'habitation, des parcs (dont Mission Creek park), des commerces et des centres de recherche sur la biotechnologie en particulier.